# My Beyoncé
«My Beyoncé» — сингл американського репера Lil Durk, виданий 9 листопада 2015 року. Пісня потрапила до його мікстейпу 300 Days, 300 Nights (2015) та другого студійного альбому Lil Durk 2X (2016). У жовтні 2015 року трек попередньо представлено в профілі продюсера No I.D.

## Опис
Міґен Ґарві з Pitchfork назвав пісню «середньозахідним реп-романсом, що відкидає сентиментальну награність, в якому готовість на все — не стільки гламурний вибір, скільки даність». Lil Durk і Dej Loaf грають роль закоханої пари: «Durk and Dej, I'm thinking about changing my last name». Використовуючи автотюн, Дерк заявляє про свою «відданість і захоплення» Loaf, яку він називає своєю Бейонсе, співаючи: «Ooh I like the way she move / Shawty my baby, my everything, she the truth». Loaf закликає Дерка зрадити свою партнерку заради неї: «Leave your girl, be through with that / Get with Dej, he ain't never going back».

## Відеокліп
Прем'єра кліпу сталася 11 січня 2016 року. У ньому виконавці перебувають на баскетбольному майданчику, де вони читають реп та кидають м'ячі в кільце.

## Чартові позиції
| Чарт (2016)                                    | Найвища позиція |
| ---------------------------------------------- | --------------- |
| США Bubbling Under Hot 100 Singles (Billboard) | 3               |
| США (Hot R&B/Hip-Hop Songs) (Billboard)        | 32              |

## Сертифікації
| Регіон                                                      | Сертифікація | Продажі   |
| ----------------------------------------------------------- | ------------ | --------- |
| США (RIAA)                                                  | Платиновий   | 1 000 000 |
| продажі+прослуховування, що базуються лише на сертифікаціях |              |           |